# Campagne de l'Est de l'Ukraine
Pour les articles homonymes, voir Bataille du Donbass.
- Territoire contrôlé par la république populaire de Donetsk, par la république populaire de Lougansk et par la fédération de Russie
- Villes contrôlées par les forces séparatistes prorusses et les forces armées de la fédération de Russie
- Territoire contrôlé par l'Ukraine
- Villes contrôlées par les forces loyalistes
- Territoire disputé / zone de combats

Invasion de l'Ukraine par la Russie de 2022
Batailles
Offensive de Kiev (Jytomyr, Kiev) : 
- 1re Hostomel
- Tchernobyl
- Ivankiv
- Kiev
- 2e Hostomel
- Vassylkiv
- Boutcha
- Irpin
  - Bombardement de réfugiés
- Jytomyr
- Mochtchoun
- Makariv
- Brovary

Offensive du Nord (Tchernihiv, Soumy) :
- Hloukhiv
- Slavoutytch
- Bombardements
- Soumy
- Trostianets
- Tchernihiv
- Okhtyrka
- Lebedyn
- Konotop
- Romny
- Desna
- Escarmouches frontalières

Russie  (Briansk, Belgorod) :
- Incursions en Russie occidentale
  - Oblast de Briansk
  - Oblasts de Belgorod et de Koursk
    - Incursions de 2024

  - Bombardement de Belgorod
- Oblast de Koursk (août 2024)

Campagne de l'Est (Donetsk, Louhansk, Kharkiv)
Kharkiv :
- 1re Kharkiv
  - Tchouhouïv
  - Bombardements : en février
  - en mars
  - en avril
  - du bâtiment administratif
- Izioum
- 2e Kharkiv
  - Balaklia
  - 1re Koupiansk
  - Chevtchenkove
- 3e Kharkiv

Nord du Donbass:
- Starobilsk
- Sloviansk
  - Dovhenke
  - 1re Lyman
  - Sviatohirsk
  - Bohorodychne et Krasnopillia
  - Bombardements : Bilohorivka
  - Kramatorsk
- Sievierodonetsk
  - Kreminna
  - Donets
  - Roubijné
  - Popasna
  - Tochkivka
  - Massacre
- Lyssytchansk
- 2e Kharkiv
  - Balaklia
  - 1re Koupiansk
  - Chevtchenkove
  - 2e Lyman
- Oblast de Louhansk
  - Ligne Svatove-Kreminna
  - Serebryansky
  - 2e Koupiansk

 Centre du Donbass:
- Horlivka
- Popasna
- Svitlodarsk
- Bakhmout
  - Soledar
- Siversk
- Tchassiv Iar
- Toretsk
- Kourakhove
- Velyka Novossilka
- Novopavlivka

Sud du Donbass :
- Volnovakha
- Marioupol
  - Bombardements : de l'hôpital
  - du théâtre
  - de l'école d'art
- Pisky
- Vouhledar
  - Pavlivka
- Marïnka
- Contre-offensive de 2023
- Avdiïvka
- Novomykhaïlivka
- Pokrovsk
  - Krasnohorivka
  - Toretsk
- Bombardements :
- Makiïvka
- Donetsk

Campagne du Sud (Mykolaïv, Kherson, Zaporijjia)
- 1re Kherson
- Odessa
- Melitopol
- Mykolaïv
  - Bombardements : à fragmentation
  - du bâtiment administratif
- 1re Berdiansk
- Zaporijjia
- Tchornobaïvka
- Enerhodar
- Voznessensk
- Houliaïpole
- Davydiv Brid
- 2e Berdiansk
- Nova Kakhovka
- 2e Kherson
  - Doudtchany
- Dniepr
- Tchoulakivka
- Contre-offensive de 2023
  - Robotyne

Frappes aériennes dans l'Ouest et le Centre de l'Ukraine
- Lviv (02/2022)
- Vinnytsia (03/2022)
- Yavoriv (03/2022)
- Deliatyne (03/2022)
- Dnipro
- Rivne

Guerre navale
- Île des Serpents (02/2022)
- Moskva (04/2022)

Attaques en Crimée
- Novofedorivka (08/2022)
- Djankoï (08/2022)
- Pont de Crimée (10/2022)
- Base navale de Sébastopol (10/2022)
- Pont de Crimée (07/2023)
- Base navale de Sébastopol (09/2023)

Débordement
- Aéroport de Millerovo
- Sabotages en Russie
- Attaques en Transnistrie
- Sabotage des gazoducs Nord Stream
- Terrain d'entraînement militaire de Soloti
- Explosions en Pologne
- Bases aériennes de Dyagilevo et Engels-2
- Base aérienne de Minsk-Matchoulichtchi
- Crise russo-moldave de 2023
  - Accusations de tentative de coup d'État en Moldavie
- Incident de drone de 2023 en mer Noire
- Rébellion du groupe Wagner

Massacres
- Tchernihiv
- Boutcha
- Borodianka
- Olenivka
- Izioum

La campagne de l'est de l'Ukraine est un théâtre d'opérations en cours dans l'invasion russe de l'Ukraine dans les trois provinces (oblasts) de l'Ukraine de l'Est : oblast de Donetsk et oblast de Louhansk (collectivement le Donbass) et oblast de Kharkiv (jusqu'au 11 septembre). L'invasion du Donbass ukrainien est une escalade ou une suite de la guerre du Donbass, guerre hybride opposant, d'avril 2014 à février 2022, le gouvernement ukrainien à des séparatistes prorusses et à la Russie dans le cadre de la guerre russo-ukrainienne.
La bataille du Donbass est l'un des éléments majeurs de cette campagne et est considérée comme la deuxième phase stratégique de l'invasion russe. Au 11 septembre 2022, la Russie, la république populaire de Lougansk (RPL) et la république populaire de Donetsk (RPD) ont conquis les villes de Marioupol[réf. nécessaire], Sievierodonetsk[réf. nécessaire], Lyssytchansk[réf. nécessaire], Roubijné[réf. nécessaire], ainsi que de nombreuses petites villes. Au cours de l'année 2023, elles prennent Soledar et Bakhmout et en 2024, conquièrent Avdiïvka.

## Aperçu
Des combats sporadiques avaient eu lieu depuis 2014 entre les forces ukrainiennes et les séparatistes soutenus par la Russie des républiques populaires de Donetsk et de Louhansk pendant la guerre dans le Donbass.
Le 24 février 2022, les forces russes et leurs alliés séparatistes lancent une offensive le long des lignes de contact dans le Donbass,.
Des combats ont lieu à Sievierodonetsk, à Avdiïvka et à Marioupol, les forces russes étant soutenues par des troupes irrégulières de la république populaire de Donetsk,.
Le 18 avril, les autorités ukrainiennes et russes annoncent le début de la bataille du Donbass, une campagne à grande échelle pour le contrôle du Donbass.
Le 3 juillet, les forces russes et prorusses prennent le contrôle de toute la région de Louhansk après la chute de Sievierodonetsk et de Lyssytchansk. Début septembre, les troupes russes se retirent de l'oblast de Kharkiv devant la contre offensive ukrainienne qui parvient à reprendre Lyman et Izioum ainsi qu'une petite partie de l'oblast de Louhansk. En réaction, la Russie annexe les oblasts de Louhansk et de Donetsk à la suite d'un référendum illégal et accélère son offensive sur l'axe Soledar-Bakhmout avec l'aide du groupe Wagner. Le 16 janvier, l'armée russe et le groupe Wagner parviennent à s'emparer de la ville de Soledar.

## Ordre de bataille initial
Cet ordre de bataille concerne la phase initiale de l'invasion à grande échelle de l'Ukraine entre février et avril 2022. Un grand nombre d'unités ont progressivement été redéployées à l'est après le retrait russe des oblasts de Kyïv, Tchernihiv et de Soumy puis après la contre-offensive de Kherson.

### Russie

#### Déploiement initial (24 février 2022)
Forces armées russes
- Armée de terre russe
  -  6e Armée combinée (en face de Kharkiv)
    -  25e brigade de fusiliers motorisés de la Garde
    -  138e brigade de fusiliers motorisés de la Garde
    - 9e brigade d'artillerie
    -  11e brigade d'assaut aéroporté de la Garde[23]

  -  20e armée de la Garde (au nord de Louhansk)
    -  3e division de fusiliers motorisés
      - 237e régiment de chars
      - 245e régiment de fusiliers motorisés de la Garde
      - 252e régiment de fusiliers motorisés de la Garde
      - 752e régiment de fusiliers motorisés de la Garde
      - 99e régiment d'artillerie automoteur

    -  144e division de fusiliers motorisés de la Garde
      - 59e régiment de chars de la Garde
      - 254e régiment de fusiliers motorisés de la Garde
      - 488e régiment de fusiliers motorisés de la Garde
      - 856e régiment d'artillerie automoteur

    -  232e brigade de lance-roquettes de la Garde[12]
    - 448e brigade de roquettes
    - 9e brigade de contrôle
    - 16e régiment du génie (Russie)

  -  2e corps d'armée de la Garde - ancien LPR (en face de Sievierodonetsk)
    - 123e brigade de fusiliers motorisés (ex 2e brigade)
    - 4e brigade séparée de fusiliers motorisés
    - 7e brigade séparée de fusiliers motorisés
    - 6e régiment cosaque de fusiliers motorisés
    - 4e bataillon séparé de chars
    - Unités de réserves :
      - 202e régiment de fusiliers motorisés
      - 206e régiment de fusiliers motorisés
      - 208e régiment de fusiliers motorisés

    - Bataillon Fantôme

  -  1er corps d'armée - ancienne DPR (en face de Donetsk et Marioupol)
    - 80e bataillon de reconnaissance de la Garde Sparta
    - Bataillon Somalie
    - 1re brigade de fusiliers motorisés de la Garde
    - 3e brigade de fusiliers motorisés de la Garde (futur 132e brigade)
    - 5e brigade de fusiliers motorisés
    - 7e brigade de fusiliers motorisés de la Garde
    - 9e brigade de fusiliers motorisés
    - 11e régiment de fusiliers motorisés "Vostok (future 114e brigade)
    - 100e brigade de fusiliers motorisés de la Garde (future 110e brigade)
    - 14e brigade d'artillerie de la Garde
    - 9e régiment indépendant de marine de la Garde Marioupolsko-Khinganskaïa
    - Unités de réserves :
      - 101e régiment de fusiliers
      - 103e régiment de fusiliers
      - 105e régiment de fusiliers
      - 107e régiment de fusiliers
      - 109e régiment de fusiliers
      - 111e régiment de fusiliers
      - 113e régiment de fusiliers
      - 115e régiment de fusiliers
      - 119e régiment de fusiliers
      - 123e régiment de fusiliers
      - 125e régiment de fusiliers

    - 277e bataillon spécial

  -  8e armée de la Garde (en face de Marioupol)
    -  20e division de fusiliers motorisés de la Garde
      - 33e régiment de fusiliers motorisés
      - 255e régiment de fusiliers motorisés de la Garde

    -  150e division de fusiliers motorisés
      - 68e régiment de chars
      - 102e régiment de fusiliers motorisés
      - 103e régiment de fusiliers motorisés
      - 163e régiment de chars de la Garde
      - 381e régiment d'artillerie

    - 238e brigade d'artillerie

 Marine russe
- Flotte de la mer Noire[24]
  -  810e brigade d'infanterie navale[25] (Marioupol puis sur le front sud)
- Flotte du Nord[26]
  - 14e corps d'armée
    -  200e brigade de fusiliers motorisés de la Garde (face à Kharkiv)
- Flotte de la Baltique
  -  336e brigade d'infanterie navale de la Garde (Marioupol)

 GRU
- Forces spéciales du GRU[27]
  - 2e brigade Spetsnaz de la Garde (Kharkiv)
  - 3e brigade spetsnaz[28] (Marioupol)
  - 10e brigade Spetsnaz (Marioupol)

 Garde nationale de Russie
- Kadyrovtsy
  - Bataillon Nord[29]

Soutien logistique des forces armées russes
- Troupes ferroviaires russes
  - 29e brigade ferroviaire[30]

### Ukraine
Forces armées ukrainiennes
- Armée de terre ukrainienne
  -  17e brigade de chars[31]
  -  24e brigade mécanisée[32]
  -  30e brigade mécanisée
  -  53e brigade mécanisée[33]
  -  54e brigade mécanisée
  -  56e brigade motorisée[34]
  -  57e brigade motorisée[35]
  -  110e brigade mécanisée
  -  115e brigade mécanisée
  -  128e brigade d'assaut de montagne[36]
- Forces d'assaut aérien ukrainiennes
  -  25e brigade aéroportée
  -  79e brigade d'assaut aérien
  -  81e brigade aéromobile [37]
- Force de défense territoriale
  -  109e brigade de défense territoriale
  -  111e brigade de défense territoriale
  -  113e brigade de défense territoriale
- Marine ukrainienne
  -  Infanterie navale ukrainienne[38]
    -  36e brigade de marine[39]
    -  503e bataillon de marine[39]

  -  9e division de navires de surfaces[40]
- Force aérienne ukrainienne[41]

 Ministère de l'Intérieur
- Garde nationale de l'Ukraine
  -  4e brigade de réaction rapide
  -  12e brigade opérationnelle[42]
  -  23e brigade distincte de protection de l'ordre public[43]
  -  Régiment Azov[44]
  - Bataillon Donbass[45]
- Police nationale ukrainienne[42]
  -  Patrouille de police spéciale
- Service national des gardes-frontières d'Ukraine[42]
  -  Garde-côte de Marioupol[39]
  -  Détachement Donetsk

 Corps des volontaires ukrainiens
- 2e bataillon séparé[46]

## Première phase: invasion à grande échelle

### Premières avancées russes
Le matin du 25 février, les forces russes ont avancé de la république populaire de Donetsk (RPD) vers Marioupol. Ils se sont heurtés aux forces ukrainiennes à Pavlopil. Les Ukrainiens ont été victorieux, détruisant au moins 20 chars russes dans la bataille. Dans la soirée, la marine russe a lancé un assaut amphibie à 70 kilomètres (43 miles) de Marioupol, le long de la côte de la mer d'Azov,.
À Starobilsk, les forces armées ukrainiennes auraient détruit un groupe de soldats russes tentant de traverser la rivière Aïdar lors d'une bataille.
Starobilsk aurait été fortement endommagée par des barrages d'artillerie russes, tandis que les forces russes ont continué à bombarder Marioupol avec de l'artillerie tout au long de la journée.
Le matin du 27 février, il a été signalé qu'une colonne de chars russes avançait rapidement vers Marioupol depuis la RPD, mais l'attaque a été empêchée par les forces ukrainiennes. Six soldats russes ont été capturés.
Le gouverneur de l'oblast de Louhansk, Serhiy Haidai, a déclaré que Stanytsia Louhanska et Chtchastia avaient été conquis par les forces russes, qui avaient pratiquement détruit les villages par des bombardements. Le gouverneur de l'oblast de Donetsk, Pavlo Kyrylenko, les a également accusées d'avoir détruit Volnovakha.

### Encerclement de Marioupol et prise d'Izioum
Le 1er mars, les forces ukrainiennes ont lancé une contre-offensive en direction de Horlivka, contrôlée par la RPD depuis fin 2014,. Ce même jour les forces russes arrivent à briser les défenses ukrainiennes à l'ouest de Marioupol et réussissent à entrer dans l'oblast de Donetsk par l'ouest, ils revendiquent l'encerclement de la ville le même jour.
Un grand convoi russe de plus de 60 véhicules est entré dans Starobilsk le 2 mars, mais a été empêché d'avancer par des manifestants locaux. La Rada ukrainienne a quant à elle déclaré que les bombardements russes sur Izioum avaient tué huit personnes.
Le 3 mars les Russes bouclent l'encerclement de la ville de Marioupol et le siège de Marioupol débute officiellement.
Les forces russes sont entrées dans la ville de Balaklia pendant la journée.
Donetsk, tenue par les séparatistes, était bombardée depuis plusieurs jours. Certains quartiers n'avaient pas d'électricité et il y avait des voitures incendiées dans les rues.
Le responsable ukrainien Oleksiy Arestovytch a déclaré que les forces ukrainiennes sont passées à l'offensive pour la première fois pendant la guerre, avançant vers Horlivka,,. Ihor Jdanov a affirmé plus tard "qu'il y avait des rapports" selon lesquels une partie de la ville avait été conquise par les forces ukrainiennes. Selon des rapports ukrainiens, la 95e brigade d'assaut aérien ukrainienne avait commencé à attaquer la ville la veille. L'armée ukrainienne s'est postée à la périphérie de la ville.

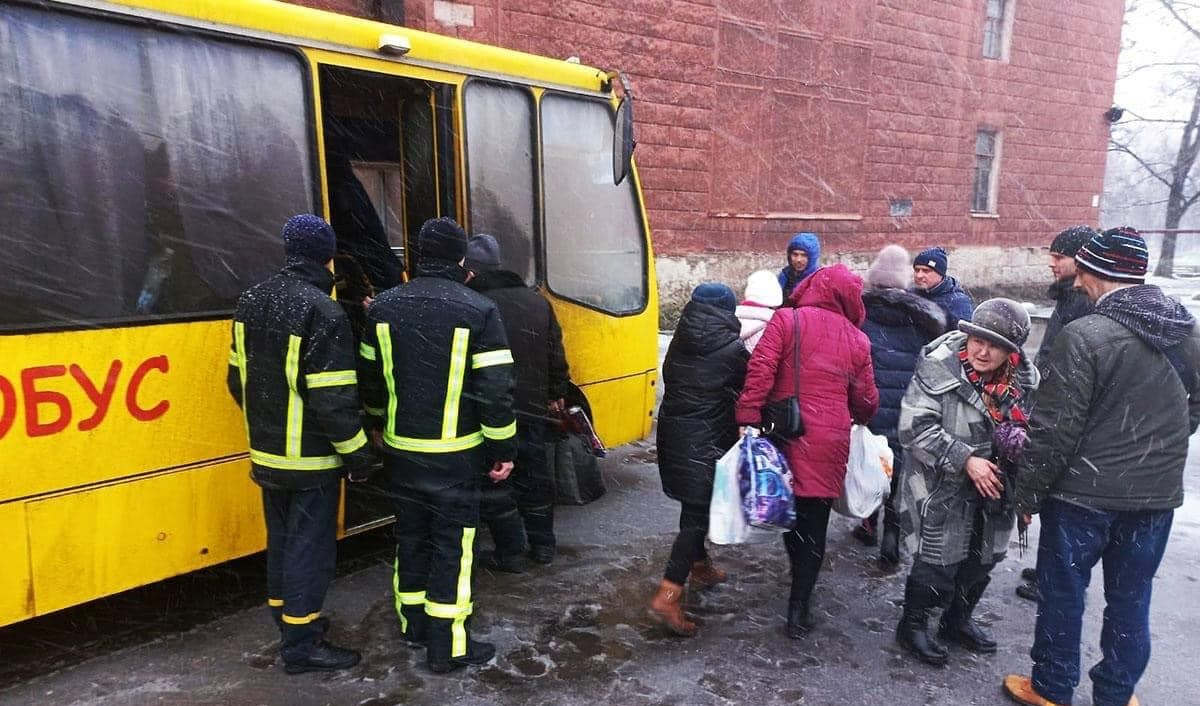
Des civils ukrainiens sont évacués de Volnovakha dans la région de Donetsk

Les autorités ukrainiennes ont déclaré le 3 mars que 34 civils avaient été tués dans les bombardements russes à Marioupol au cours des dernières 24 heures.
Les forces russes sont entrées dans Svatove pendant la journée mais ont été arrêtées par des manifestants locaux,. Les forces de la république populaire de Louhansk et les troupes russes ont pris Novoaïdar pendant la journée.

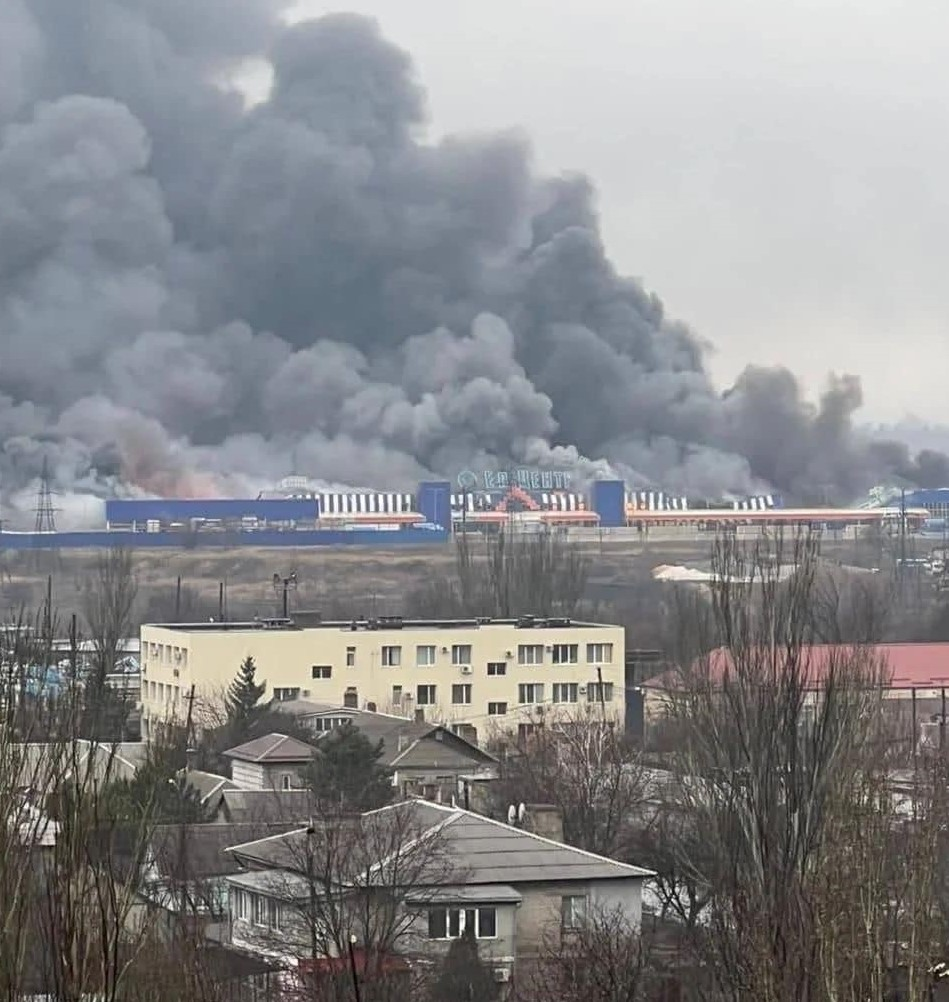
Un EpiCentre K en feu au milieu du Bombardements russes à Marioupol.

Un cessez-le-feu a été déclaré à Volnovakha afin de permettre aux civils d'évacuer, mais a ensuite été enfreint, les responsables ukrainiens accusant les bombardements russes de se poursuivre pendant le processus d'évacuation. Ils ont ajouté qu'environ 400 civils pouvaient encore quitter la ville. Le président russe Vladimir Poutine a cependant blâmé les forces ukrainiennes pour la rupture de l'accord de cessez-le-feu.

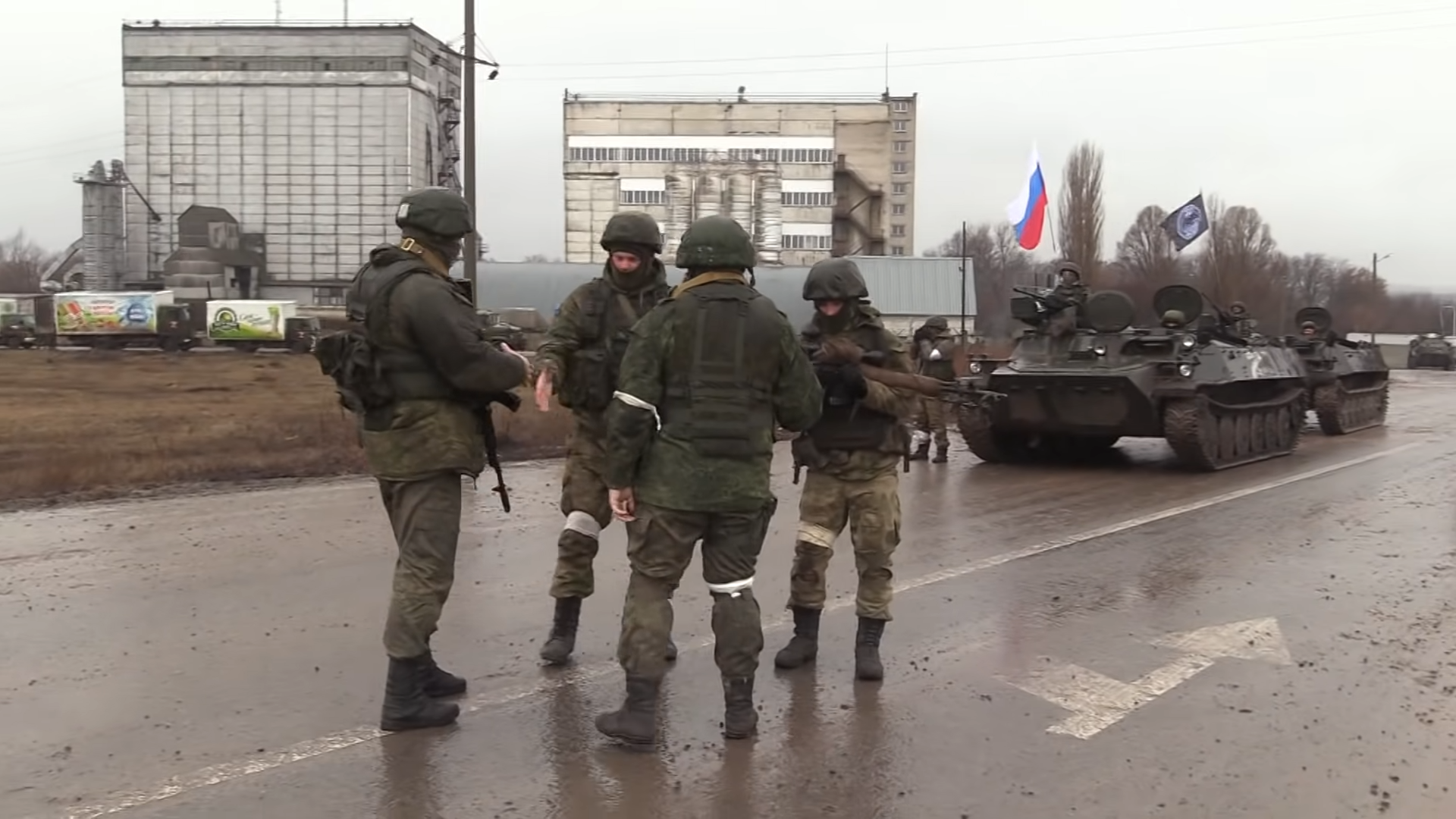
Les unités russes et RPL se réunissent à Novoaïdar, mars 2022

Une deuxième tentative d'évacuation des civils de Marioupol a également été empêchée, les deux parties s'en blâmant mutuellement. Haidai a déclaré que des combats avaient lieu à la périphérie de Lyssytchansk, Sievierodonetsk et Roubijné, tandis que Popasna et Hirske étaient bombardées en permanence. Il a ajouté que les forces ukrainiennes avaient perdu le contrôle de Svatove, Starobilsk et Novopskov, mais qu'elles ne contenaient aucune présence significative de troupes russes.
Des responsables ukrainiens ont déclaré que 10 civils avaient été tués et huit autres blessés dans le bombardement de Severodonetsk pendant la journée. Les Russes affirment que ce bâtiment abritait des nationalistes Ukrainiens du régiment Azov.
Un bâtiment faisant office de maternité et d'hôpital pour enfants à Marioupol a été bombardé par l'armée de l'air russe vers 17h00, tuant trois civils et en blessant 17 autres.
Le ministère ukrainien de la Défense a affirmé que les forces ukrainiennes repoussaient les attaques russes dans les régions de Donetsk, Slobojanske et une partie de Tavrij.

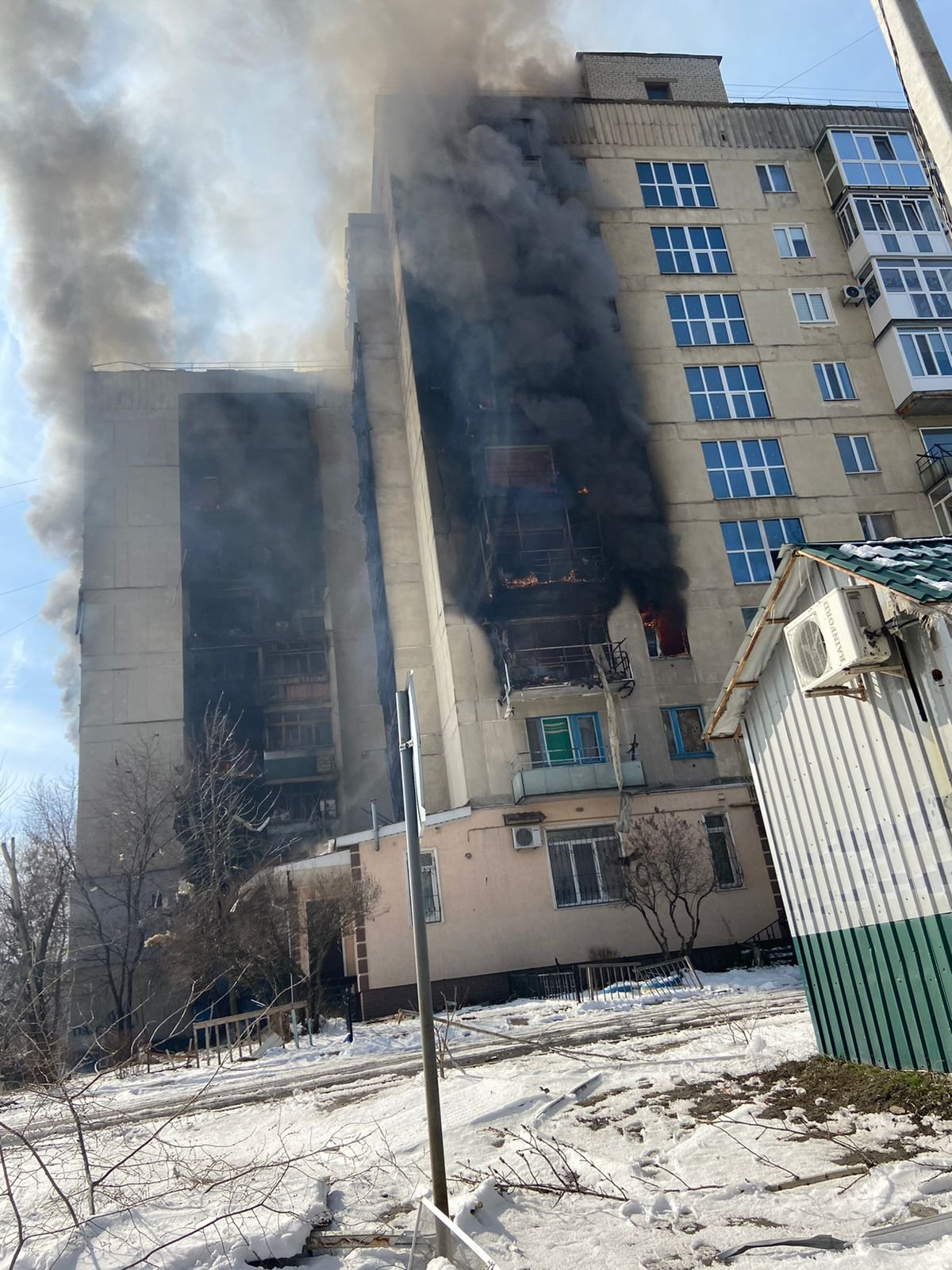
Immeubles en feu à Sievierodonetsk après les bombardements russes, 13 mars

Le ministère russe de la Défense a déclaré que les forces de la RPD avaient conquis Volnovakha. Il a également affirmé qu'ils avaient avancé de 6 kilomètres et avaient encore renforcé le siège de Marioupol. Des vidéos publiées plus tard sur les réseaux sociaux montraient les forces russes dans de nombreux quartiers de Volnovakha. Haidai a quant à lui déclaré que les forces russes avaient occupé 70% de l'oblast de Louhansk.
L'Associated Press a confirmé de manière indépendante que Volnovakha avait été conquise par des séparatistes prorusses et qu'une grande partie de la ville avait été détruite lors des combats. Le même jour, les forces ukrainiennes ont confirmé la mort du colonel Valery Hudz, commandant de la 24e brigade mécanisée ukrainienne alors qu'il combattait sur le front de Louhansk.
Des responsables ukrainiens ont accusé la Russie d'avoir utilisé des munitions au phosphore blanc sur la ville de Popasna, située dans l'oblast de Donetsk, pendant la nuit. Plus à l'ouest de l'oblast, l'édifice Laure de Sviatohirsk a été bombardé vers 22h00, blessant 30 personnes et endommageant le monastère,.
Pavlo Kyrylenko, le gouverneur de l'oblast de Donetsk, a déclaré que les localités de Nikolske, Manhouch et Urzuf étaient occupées par les troupes russes. Il a ajouté que toutes les villes de l'oblast, à l'exception de Volnovakha, étaient sous le contrôle des forces ukrainiennes.
Le ministère russe de la Défense a déclaré que les forces russes avaient conquis les bourgades de Nikolske, Blahodatne, Volodymyrivka et Pavlivka dans l'oblast de Donetsk. Il a également affirmé qu'ils avaient libéré environ 300 civils retenus en otage par le bataillon Aidar dans un monastère de Nikolske.
L'armée ukrainienne a déclaré que les forces russes avaient pris les villages de Staromlynivka, Yevhenivka, Pavlivka et Yehorivka pendant la journée.
Le 14 mars Donetsk a été frappée par une attaque de missiles,. Denis Pouchiline, le chef de la république populaire de Donetsk, a déclaré qu'ils avaient abattu un missile Tochka-U ukrainien tiré sur la ville de Donetsk, mais des parties de celui-ci sont tombées sur le centre-ville, tuant plusieurs civils. Le ministère russe de la Défense a déclaré que 23 civils avaient été tués et 28 autres blessés. Cependant, l'armée ukrainienne a nié avoir mené l'attaque et a déclaré qu'il s'agissait "indubitablement d'une roquette russe ou d'une autre munition", et les enquêteurs open source (Conflict Intelligence Team) ont soutenu cela, même s'ils ne se sont basés que sur quelques photos de l'épave du missile pour essayer de déterminer le lieu exact du lancement.
Les forces ukrainiennes ont déclaré plus tard que les troupes russes de la 336e brigade d'infanterie navale de la Garde et de la 11e brigade d'assaut aérien de la Garde avaient tenté d'avancer dans l'oblast de Donetsk à 17h00, mais avaient été repoussées avec près de cent soldats tués et six de leurs véhicules furent détruits.

Haidai a déclaré que quatre civils avaient été tués à cause des bombardements des forces russes sur un hôpital, un centre de soins pour enfants malvoyants et trois écoles à Roubijné.

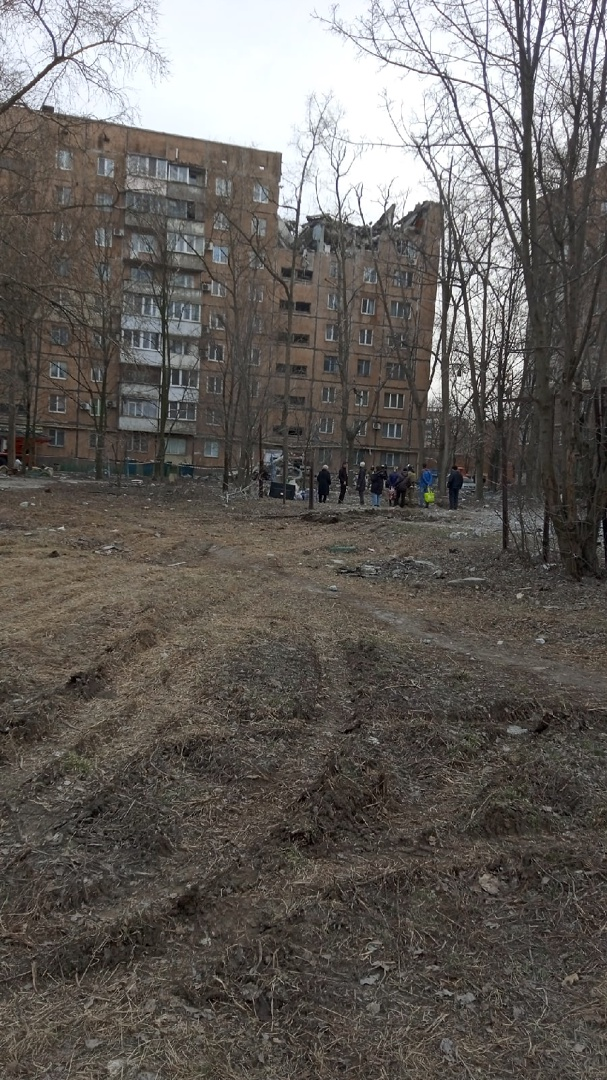
Un bâtiment endommagé par des bombardements à Donetsk

Des responsables russes ont confirmé qu'un commandant adjoint de la Flotte de la mer Noire, Andreï Pali avait été tué à Marioupol.
Le chef de la LPR, Leonid Passetchnik, a affirmé que "près de 80% du territoire" de la région de Louhansk sont occupés et "Popasna, Lyssytchansk, Roubijné, Severodonetsk et Kreminna n'ont pas été libérées". Il a noté que la situation sur les champs de bataille est "stablement tendue" et que les unités de la milice populaire de la LPR s'efforcent de contrôler Popasna et Roubijné.
Le ministère russe de la Défense a affirmé que les forces de la république populaire de Donetsk avaient conquis Marïnka.
Le 25 mars, le ministère russe de la Défense a déclaré que la Russie était prête à entrer dans la deuxième phase des opérations militaires en cherchant à occuper les principales villes ukrainiennes de l'est de l'Ukraine. Cela a été rapporté par Reuters disant : « Les agences de presse russes ont cité le ministère de la Défense disant que les séparatistes soutenus par la Russie contrôlaient désormais 93 % de la région ukrainienne de Louhansk et 54 % de la région de Donetsk – les deux zones qui composent conjointement le Donbass.
La république populaire de Louhansk a affirmé avoir conquis les villages d'Ivanivka et de Novosadove.
Tard le 29 mars, des responsables locaux ont signalé une série d'explosions à l'extérieur de la ville russe de Belgorod, près de la frontière avec l'Ukraine. Selon l'agence russe TASS, un camp militaire russe temporaire a été touché par un obus tiré du côté ukrainien, faisant au moins quatre blessés,.

## Bataille du Donbass (depuis avril 2022)

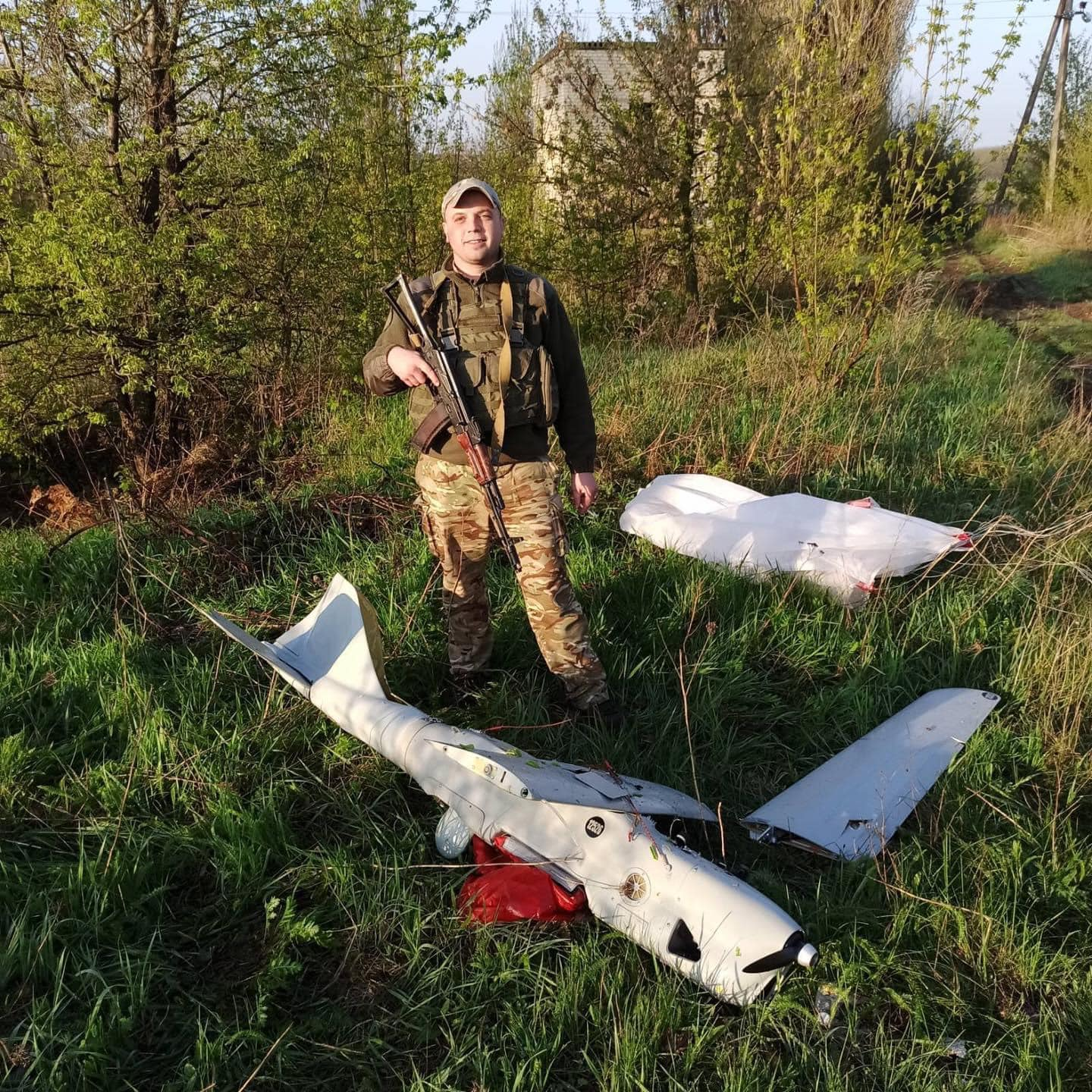
Drone Orlan-10 russe abattu par la Garde nationale ukrainienne dans l'Oblast de Louhansk, avril 2022

### Offensive sur Sloviansk et percée de Popasna
Après que la Russie a abandonné son offensive pour capturer Kyïv, elle a déplacé son attention vers l'est et le sud de l'Ukraine. L'armée russe a commencé à redéployer des unités du nord de l'Ukraine vers l'est, mais bon nombre de ses troupes semblaient presque inefficaces au combat en raison de lourdes pertes. Cependant, la Russie a toujours amassé des dizaines de milliers de soldats, déclarant son objectif de s'emparer pleinement des oblasts de Donetsk et de Louhansk,. Elle a réussi à sécuriser Izioum, oblast de Kharkiv, le 1er avril ; de violents combats ont eu lieu autour de la ville au cours des jours suivants. La Russie et les séparatistes prorusses ont continué à assiéger Marioupol, où comme le veulent les règles d'un combat urbain la progression est beaucoup plus lente. Cependant, les troupes russes réussissent à diviser les résistants ukrainiens à Marioupol en deux ou trois poches le 10 avril. Dans le même temps, la Russie a concentré ses efforts pour conquérir les villes stratégiquement importantes de Sievierodonetsk, Popasna et Roubijné. Elle a lancé des attaques répétées sur ces lieux à partir du 10 avril,,. La Russie a fait peu de progrès dans ses attaques, et l'Ukraine a affirmé qu'elle avait infligé une lourde défaite sur une brigade d'infanterie motorisée russe le 11 avril.
Pour soutenir les opérations visant Sievierodonetsk, Popasna et Rubizhne, la Russie a fait une poussée au sud d'Izium vers Barvinkove et Sloviansk. L'Ukraine a répondu en déplaçant plus d'unités pour retenir les Russes à Izioum. Dans le même temps, la Russie a attaqué autour de Kharkiv pour coincer les forces ukrainiennes locales,,. N'ayant fait que des gains limités à Izioum au 12 avril la Russie continuait d'acheminer des hommes et du matériel pour renforcer son offensive dans le secteur. Le 13 avril, il a été signalé que la Russie tentait de rassembler une force cinq fois plus importante que les soldats ukrainiens dans l'est de l'Ukraine, dans le but de remporter une victoire décisive dans le Donbass. Le 16 avril, la Russie a lancé un ultimatum aux défenseurs restants de Marioupol; les Ukrainiens ont ignoré la demande. Le même jour, l'Ukraine annonce que le corridor humanitaire pour les civils d'Azovstal est suspendu faute d'avoir trouver un accord avec les Russes,,. À Kharkiv, des bombardements ont touché la ville, tuant cinq personnes et en blessant 13 autres. La BBC a rapporté que de multiples frappes aériennes avaient touché des villages et des villes de l'est de l'Ukraine. Les forces russes ont continué à lancer des attaques localisées, sondant les défenses ukrainiennes. Pendant ce temps, l'Ukraine a lancé des contre-attaques et a repris plusieurs petites villes et villages près de Kharkiv et Izioum.
Le 18 avril 2022, selon des responsables ukrainiens, la Russie a lancé une nouvelle offensive dans le Donbass sur un front de plus de 400 km, avec 1 260 cibles militaires touchées par des roquettes et de l'artillerie selon des responsables russes,,,. Le commandant russe Roustam Minnikhanov a affirmé plus tard que cette nouvelle offensive visait non seulement à s'emparer du Donbass, mais également à sécuriser le sud de l'Ukraine afin que la Russie puisse établir une connexion terrestre avec la Transnistrie,. Le premier bombardement russe s'est concentré sur Rubizhne, Popasna et Marinka. Le même jour, il a été signalé que les troupes russes et de la LNR étaient entrées dans la ville de Kreminna, s'en emparant après quelques heures d'affrontement avec l'armée ukrainienne,. Le commandant de la LNR Mikhail Kishchik a été tué dans cette bataille. Au cours des jours suivants, la Russie a gagné peu de territoire malgré les attaques sur tout le front. Face à une forte résistance ukrainienne, les forces russes et séparatistes ont pu avancer dans certaines parties de Rubizhne, Popasna et Sievierodonetsk. Certains rapports ont également suggéré que les combats à Kreminna étaient toujours en cours,,. Le 23 avril, les contre-attaques ukrainiennes auraient encore bloqué l'avancée russe.

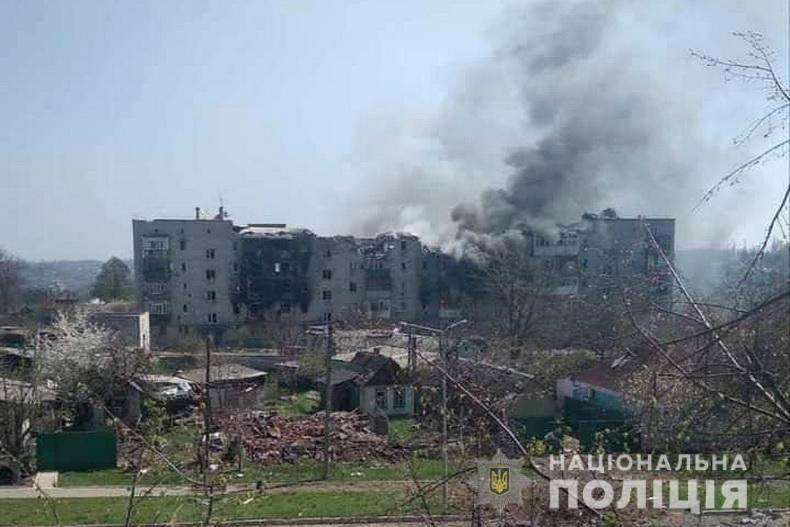
Bâtiments de Sievierodonetsk détruits par des tirs d'artillerie russe, mai 2022

Dans les jours suivants, la Russie a poursuivi ses tentatives de percer les défenses ukrainiennes, éventuellement pour encercler le saillant Izioum-Donetsk. Les combats étaient concentrés à Sievierodonetsk, Roubijné, Popasna, Marinka, Kharkov et Izium,,,. La Russie, la LPR et la RPD ont réalisé des gains limités, conquérant un certain nombre de villages et les villes de Popivka, Pischane, Zhytlivka et Kreminna,. Cependant, leur avance globale était lente et bloquée dans la plupart des zones du front. L'Ukraine a également lancé un nombre croissant de contre-attaques à Izioum et Kharkiv, expulsant progressivement les forces russes d'un certain nombre de localités,,. Le 30 avril, l'Ukraine a lancé une contre-offensive à grande échelle dans le secteur de Kharkov, reprenant la banlieue de la ville et plusieurs autres villes au cours des jours suivants,,,,.

### Chute de Marioupol et bataille de Sieverodonetsk

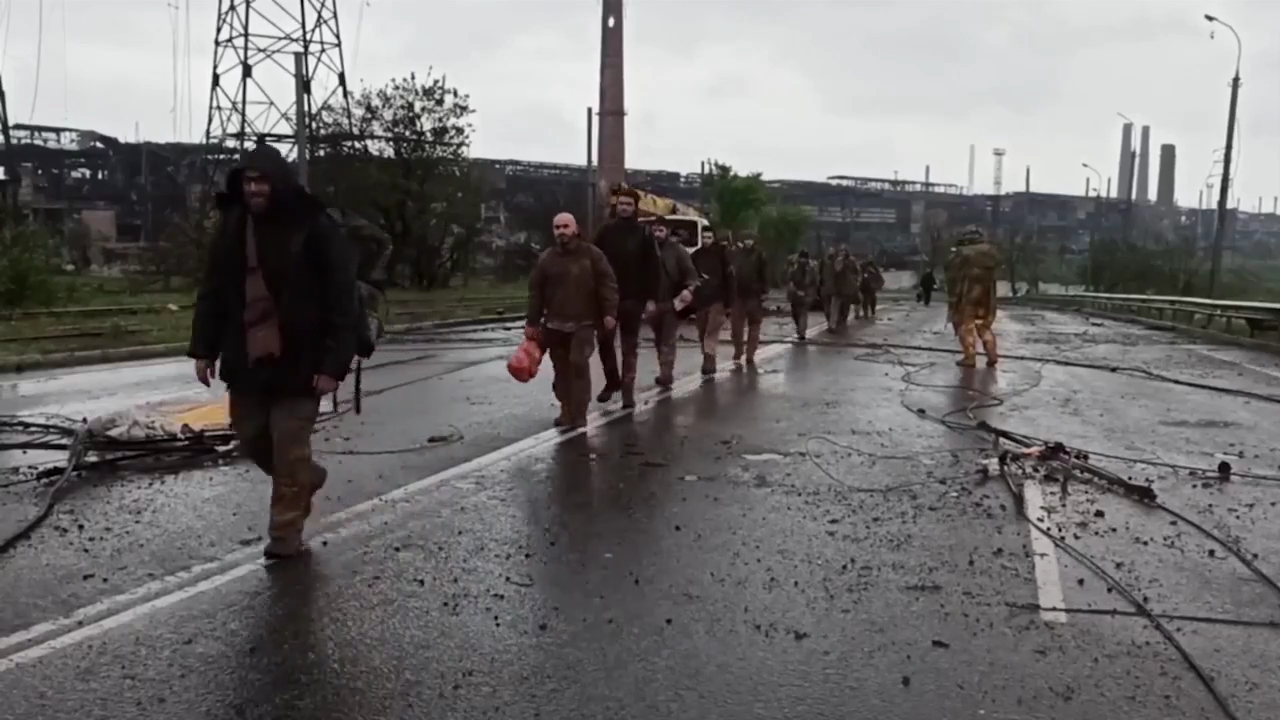
Les troupes ukrainiennes se rendent après le chute d'Azovstal à Marioupol, 19 mai 2022.

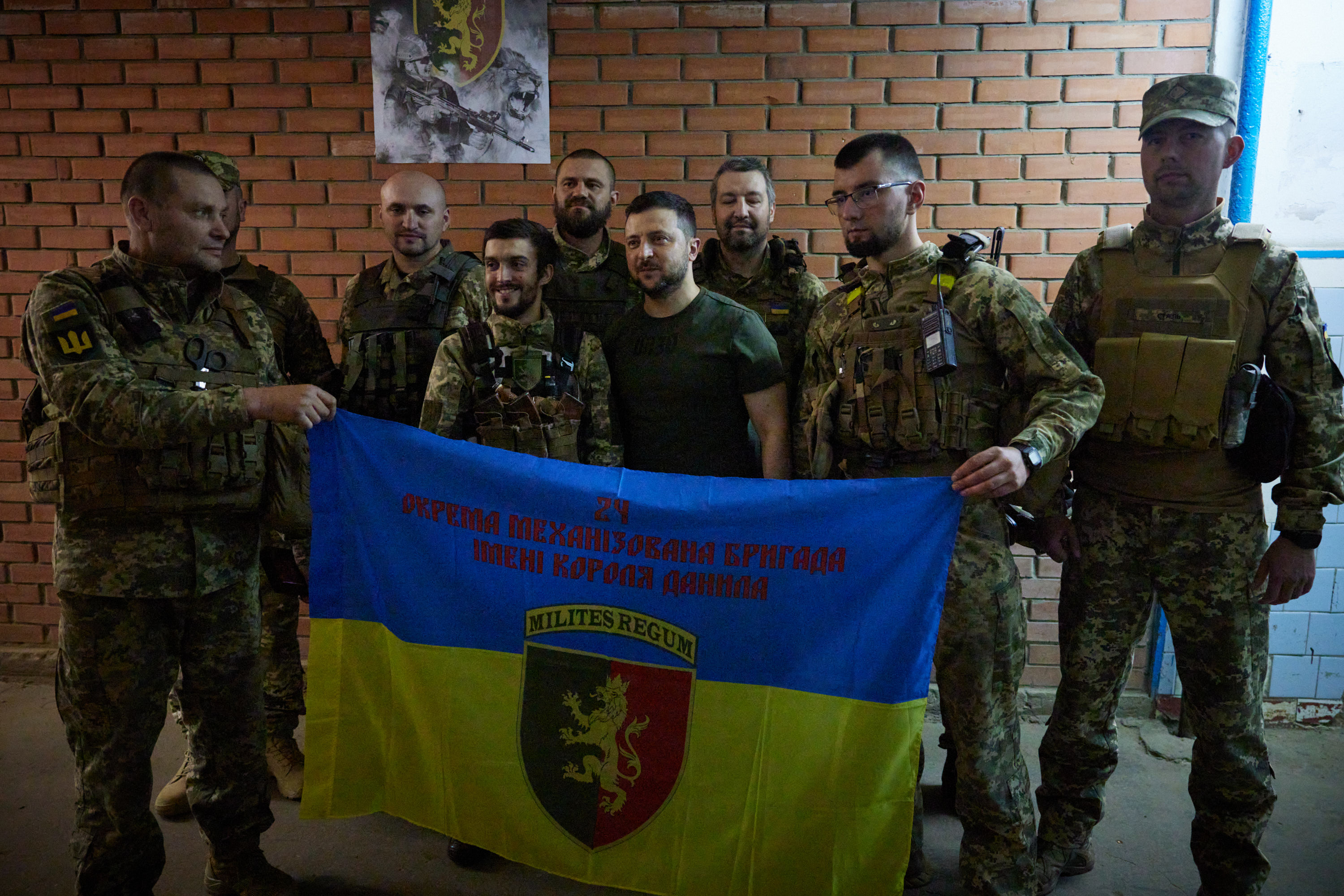
Le Président Volodymyr Zelensky, sans uniforme au milieu, visitant la 24e brigade mécanisée sur le front oriental, près de Bakhmout et Lyssytchansk, 5 juin 2022.

Le 4 mai, les forces russes avaient été repoussées à une distance telle que la majeure partie de leur artillerie ne pouvait plus frapper Kharkiv. Pendant ce temps, les forces russes et RPD / RPL ont poursuivi leurs tentatives infructueuses de percer les défenses ukrainiennes à Izium et sur la ligne de front Donetsk-Luhansk,,,. Le 7 mai, les forces russes ont détruit plusieurs ponts afin de tenter de ralentir la contre-offensive ukrainienne à Kharkov. Le même jour, la Russie et les troupes séparatistes remportent la bataille de Popasna. Après la prise de Popasna, la Russie progresse de plusieurs kilomètres dans toutes les directions autour de Popasna, il n'y avait pas eu d'avancée Russe aussi importante depuis les opérations du début de la guerre. Cette efficacité peut s'expliquer par la position stratégique de Popasna sur une colline qui surplombe toute la zone autour ce qui rend le travail de l'artillerie beaucoup plus facile. La chute de cette ville et la création d'un saillant permet aux Russes de débuter un encerclement de Hirske, Zolote et ainsi menacer les villes de Sievierodonetsk-Lyssitchansk par le sud, là ou leurs défenses étaient en majorité tournées vers l'est,,.De plus, grâce à cette victoire les Russes avancent en direction de Myronivs'kyi et de Svitlodarsk par le nord, ce qui force les Ukrainiens à abandonner ces villes pour éviter l'encerclement ; la centrale thermique de Vuhlehirska reste néanmoins aux mains des Ukrainiens. Le 10 mai, l'Ukraine a réalisé de nouveaux gains importants à Kharkiv, obligeant la Russie à redéployer ses forces du front d'Izioum vers le nord. En outre, l'artillerie ukrainienne a détruit tout un groupe tactique de bataillon russe tentant de traverser une rivière lors de la bataille du Donets. Pendant ce temps, la Russie et la RPD ont tenté de consolider leur occupation dans l'est de l'Ukraine par des moyens politiques et économiques, dans le but d'intégrer ces zones dans les républiques séparatistes existantes ou d'en établir de nouvelles. De l'autre côté, des civils ukrainiens ont commencé à organiser des mouvements de résistance. Alors que les forces ukrainiennes reprenaient le territoire autour de Kharkiv, des civils locaux prorusses ont fui vers la Russie.
Le 12 mai, les forces russes se sont emparées de Roubijné et la ville voisine de Voïevodivka,. De violents combats ont ensuite eu lieu dans le village de Dolgenkoïe au sud d'Izioum, tandis que la Russie a poursuivi ses tentatives d'encercler Sievierodonetsk. Dans cette dernière opération, la Russie avait commencé à se concentrer sur la coupure de l'autoroute vers Bakhmout,. Le 15 mai, les forces ukrainiennes ont atteint la frontière près de Kharkiv, tout en continuant à repousser les unités russes et de la LPR.
Le lendemain, le siège de Marioupol est officiellement conclu lorsque le personnel militaire ukrainien de l'usine Azovstal a accepté de se rendre progressivement aux forces russes,. Ce sont près de 2500 soldats Ukrainiens qui se seraient rendus aux forces Russes entre le 16 et le 21 mai, dont le commandant adjoint du régiment Azov sur place, Sviatoslav Palamar,.
En outre, il a été signalé que les troubles - y compris les protestations publiques - augmentaient parmi les collaborateurs prorusses et les séparatistes dans l'est de l'Ukraine, alors qu'ils accusaient les forces russes de corruption, d'incompétence et de mobilisations forcées.
Au cours des jours suivants, la Russie fait peu ou pas de progrès sur la ligne de front d'Izioum, mais a conquis un territoire autour de Popasna et Sievierodonetsk. Malgré la lenteur des progrès des forces prorusses, Sievierodonetsk et Lysychansk sont de plus en plus menacées d'être encerclées. La Russie a également intensifié les frappes aériennes et d'artillerie ciblant les positions ukrainiennes autour d'Izioum, pour se préparer à de nouvelles attaques,. Sur le front nord, la Russie et les forces séparatistes ont repris quelques villages et fortifié leurs positions pour bloquer la contre-offensive ukrainienne,. Le 23 mai, les forces russes ont pris le contrôle de Lyman et ont attaqué Avdiivka,. La prise de Lyman reste une prise très importante pour les Russes car elle met la ville de Sloviansk à portée de l'artillerie russe. Le 24 mai, les forces russes ont attaqué depuis Pospasna dans le but de couper l'autoroute T1302 entre Bakhmout, Lysychansk et Sievierodonetsk, gagnant du terrain. Les forces ukrainiennes ont effectué un retrait au sud-ouest de Pospasna pour renforcer leur position défensive à Bakhmout. La Russie a ensuite pris Svitlodarsk,.
Le conseiller ukrainien à la défense Yuriy Sak a déclaré: "Le besoin le plus pressant pour le moment est ce que l'on appelle les systèmes de fusées à lancement multiple, le MLRS, car ils ont une portée de tir plus longue que ce que nous avons pour le moment, et ils nous permettront de corriger le déséquilibre de l'artillerie à l'est, et bien sûr cela changera la donne". Le 31 mai, les États-Unis ont annoncé un programme d'aide militaire comprenant des systèmes de fusées de précision M142 HIMARS d'une portée de 80 km.
Le 21 juin après plusieurs semaines de combats très intenses les forces russes remportent la bataille de Tochkovka et occupent le village. Cette défaite est très lourde de conséquences car c'était une position clé dans la défense Ukrainienne autour de Lyssitchansk. La prise de du village permet aux Russes d'entamer un mouvement de tenailles vers Vrubyvka ce qui leur permet d'encercler les zones de Hirske et Zolote. La chute de cette zone expose toute la zone de sud de Lyssytchansk une avancée Russe et met la ville en sérieux danger d'encerclement,.
Après une féroce bataille d'un mois qui a ruiné une grande partie de la ville, les forces russes et de la LPR ont conquis Sievierodonetsk le long de la rivière Siverskyi Donets le 25 juin. Le même jour, la bataille de Lyssytchansk a commencé. Les forces Russes attaquent la ville dans toutes les directions, ils s'emparent de la raffinerie et d'une partie de l'usine de gélatine au sud de la cité qui était les deux bastions Ukrainiens dans l’agglomération de Lyssytchansk. Ils s'emparent également de Pryvillia au nord de la ville en traversant le Donets. Les positions ukrainiennes deviennent intenables et le 2 juillet, la bataille de Lyssytchansk s'est terminée par la victoire russe. Le lendemain, les forces russes de la LPR ont déclaré le contrôle total de toute la région de Louhansk.
Le 4 juillet Vladimir Poutine annonce que ses troupes entrent dans une pause opérationnelle au Donbass, mais cela ne signifie pas l'arrêt des hostilités. Il semblerait qu'après la chute de l'oblast de Louhansk, les troupes russes continueraient leur invasion dans l'oblast adjacent de Donetsk pour conquérir les villes de Sloviansk et Kramatorsk. Pour cela ils doivent d'abord percer la nouvelle ligne de défense Ukrainienne lors des batailles de Bakhmout - Soledar - Siversk,.
Le 16 juillet, les autorités Russes annoncent la fin de la pause opérationnelle et la reprise progressive des opérations, Sergueï Choïgou indique que les généraux Lapine et Sourovikine les deux officiers Russes responsables de la prise de Lyssytchansk continueront à mener les opérations dans le Donbass.
Les 25 et 26 juillet, des sources russes rapportent que les villes de Berestove, Novolouhanske et la centrale électrique voisine de Vuhlehirska ont été conquises. L'Institut pour l'étude de la guerre suggère que les défenseurs ukrainiens ont probablement procédé à un retrait délibéré de la région,,.

### Contre-offensive ukrainienne de Kharkiv (septembre 2022)
Au début de septembre 2022, l'Ukraine lance une offensive majeure, reprenant plusieurs localités dans la région de Kharkiv.
Le chef adjoint de la direction opérationnelle principale de l'état-major ukrainien, Oleksiy Hromov, affirme le 1er septembre que le président russe Vladimir Poutine a ordonné aux forces russes de capturer l'intégralité de l'oblast de Donetsk d'ici le 15 septembre via une nouvelle offensive. Hromov a en outre allégué que la Russie va déployer son 3e corps d'armée récemment créé sur le front de Donetsk. Un haut responsable américain de la défense rejette le prétendu déploiement du personnel du 3e corps d'armée « plus âgé, inapte et mal formé » comme étant incapable d'augmenter la puissance de combat globale de la Russie en Ukraine.
Le 4 septembre, Zelensky annonce la libération d'un village de l'oblast de Donetsk. Les autorités ukrainiennes ont diffusé une vidéo de leurs forces entrant dans Ozerne. Le 8 septembre, les forces ukrainiennes ont repris plus de 20 localités dans l'oblast de Kharkiv, y compris les villes de Balaklia et Chevtchenkove et « ont pénétré les positions de défense russes jusqu'à 50 km » selon l'état-major des forces armées ukrainiennes. Le même jour, un représentant des autorités d'occupation russes annonce que la « défense de Kupiansk a débuté », des forces russes supplémentaires étant en route pour soutenir l'effort, suggérant que des éléments ukrainiens se trouvent à proximité de la ville,,.
Le 9 septembre, les forces ukrainiennes atteignent la périphérie de Koupiansk et détruisent le pont principal sur la rivière Oskil dans le centre-ville, limitant la capacité de l'armée russe à battre en retraite ou à apporter des renforts,. Dans la matinée du 10 septembre, des soldats ukrainiens affichent des photos du drapeau ukrainien hissé devant la mairie. Toujours le 10 septembre, à Izioum, un poste de commandement central des Russes dans la région, tombe aux mains des forces ukrainiennes, « des milliers de soldats russes abandonnant des stocks de munitions et du matériel alors qu'ils prennent la fuite ». Le 11 septembre, les Ukrainiens ont repris Velykyï Bourlouk dans l'oblast de Kharkiv, à seulement 24 km de la frontière avec la Russie. La Russie répond par des frappes de missiles sur des zones civiles et sur des infrastructures non militaires comme des centrales électriques.
Le 1er octobre, les forces ukrainiennes encerclent et font leurs entrées dans Lyman. Selon le ministère russe de la Défense, les forces russes se sont retirées de la ville.

### Offensive russe d'automne-hiver 2022 - 2023

#### Poussée russe vers Bakhmut

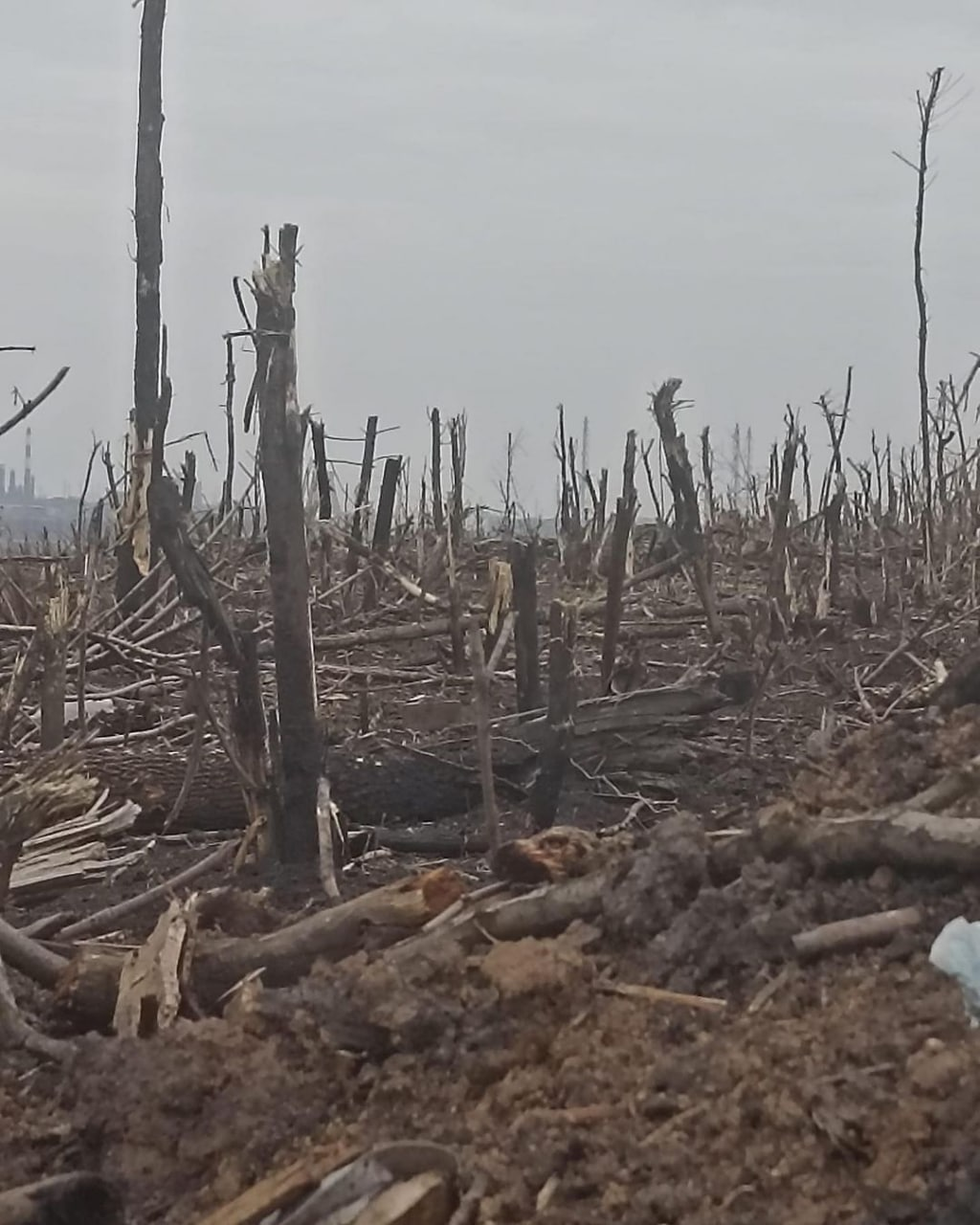
No man's land pendant la bataille de Bakhmout en novembre 2022.

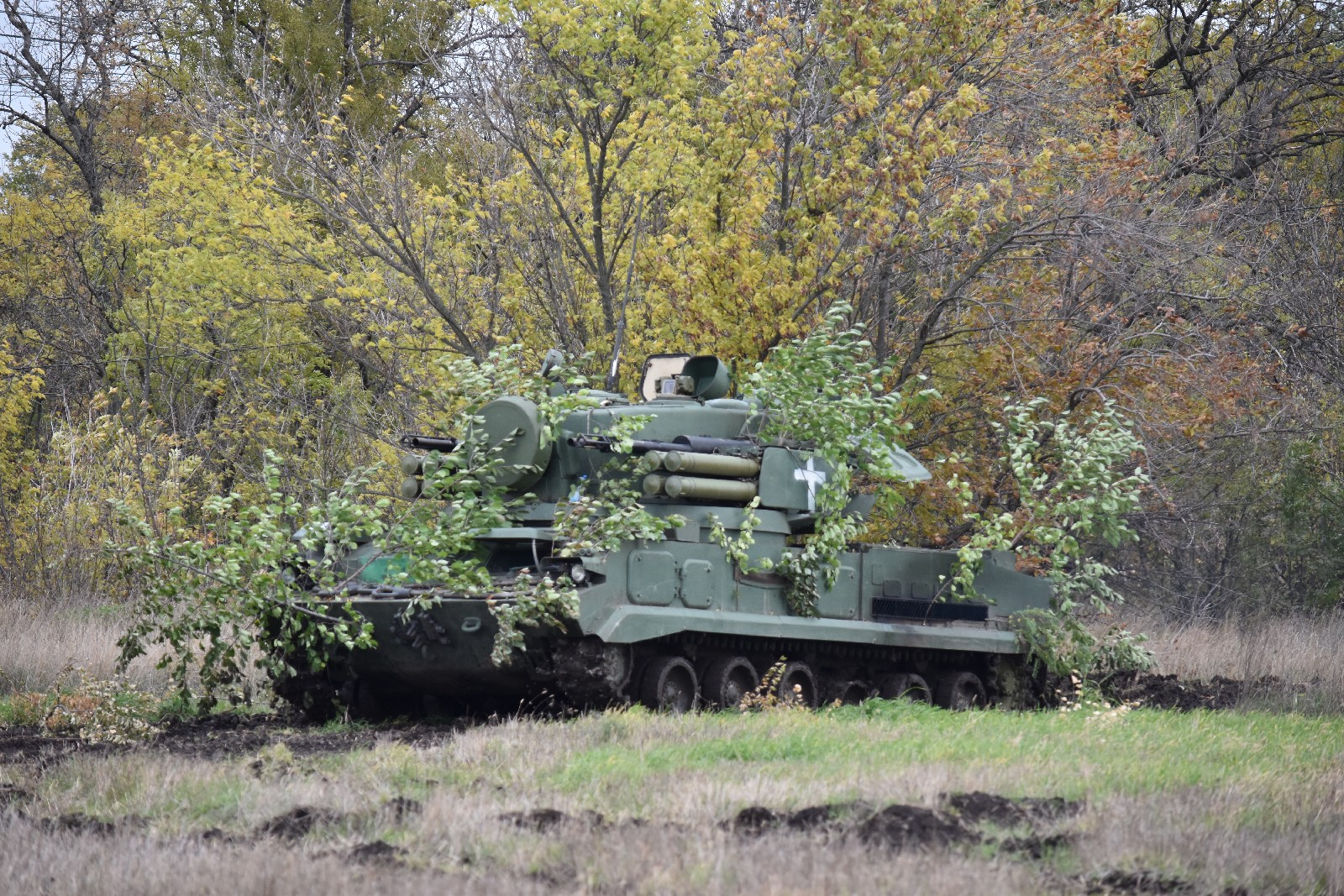
9K22 Tunguska ukrainien de la 30e brigade mécanisée aux alentours de Bakhmout le 3 décembre 2022.

Les forces russes lancent une nouvelle offensive dans le sud de l'oblast de Donetsk début novembre, les troupes russes intensifiant leurs tentatives de percer les lignes défensives ukrainiennes à Bakhmout, Soledar, Pavlivka et Vouhledar. Le 11 novembre, les forces de la RPD seraient entrées dans Pavlivka. Les forces russes, y compris les combattants du groupe Wagner, envahissent les lignes défensives au sud de Bakhmout fin novembre, capturant les localités de Kourdiumivka, Ozarianivka, Zelenopillia et Andrivka le 30 novembre, tandis que les affrontements à Opytne se poursuivent,.
En décembre 2022, les combats les plus féroces en Ukraine ont lieu sur le front oriental du Donbass. Les forces russes et ukrainiennes acheminent des renforts d'autres fronts vers l'axe Bakhmout-Soledar tandis que la contre-offensive orientale de l'Ukraine s'est largement arrêtée le long de l'axe Lyman-Kreminna-Svatove. La Russie passe une grande partie du mois à consolider les lignes de défense le long du front Kreminna-Svatove, cherchant à empêcher une percée ukrainienne sur l'autoroute P-66 ; les Ukrainiens, notamment la 92e brigade mécanisée, tentent des contre-attaques locales intermittentes à travers la ligne de front tout en repoussant de nombreux assauts locaux russes. Le front Kreminna-Svatove devient un point d'éclair défensif pour la Russie, qui aurait renforcé la zone avec deux bataillons de chars T-90 et quelques véhicules de combat blindés BMPT, et aurait mobilisé des éléments de la 144e division de fusiliers motorisés de la Garde et de la 8e armée de la Garde,. Les Russes et les Ukrainiens affirment mener des opérations offensives le long de cette ligne de front et repousser les assauts ennemis locaux ; le 10 décembre, le ministère russe de la Défense revendique de nouvelles avancées à l'est de Lyman tandis que l'Institut pour l'étude de la guerre estime que l'Ukraine contrôle « probablement » Chervonopopivka à partir du 22 décembre. Plusieurs sources russes rapportent également que les combattants du groupe Wagner ont capturé et nettoient Yakovlivka, située le long du flanc nord-est de Soledar, le 7 décembre.
Les combats sur le front de Bakhmout sont les plus féroces et caractérisés par une guerre de tranchées de position, des duels d'artillerie et de petites attaques de sondage russes dans des conditions hivernales glaciales alors que les forces russes régulières, séparatistes et soldats du groupe Wagner cherchent à briser les lignes de défense sur le sud de la ville et flancs est ; Les combattants du groupe Wagner mènent des assauts au sol dans la ville et ses banlieues satellites, dont l'Ukraine a chacune fait un bastion. Les médias, les responsables gouvernementaux et les témoins oculaires décrivent les combats à Bakhmout comme un « hachoir à viande », car les troupes ukrainiennes et russes auraient subi quotidiennement de lourdes pertes avec des changements négligeables sur la ligne de front,.
Dans l'ouest de l'oblast de Donetsk, le siège de Marinka se poursuit alors que la Russie poursuit les projets de démolition et de reconstruction à Marioupol, cherchant apparemment à transformer la ville en ruine en une ville de garnison. Des observateurs accusent la Russie d'utiliser les efforts de reconstruction pour dissimuler et détruire les preuves de crimes de guerre à Marioupol, en particulier la frappe aérienne du théâtre de Marioupol en mars 2022,. L'Ukraine a également fortement augmenté les bombardements de la ville de Donetsk, tuant plus de 10 civils et en blessant de nombreux autres tout au long du mois, selon les autorités séparatistes,,.

#### Bataille de Soledar
Les forces russes intensifient leurs tentatives d'encerclement de Bakhmout tandis que le groupe Wagner perce les lignes de défense ukrainiennes par la prise de la ville de Soledar le 16 janvier, et en capturant Klichtchiïvka, au sud-ouest de Bakhmout, le 19 janvier. La chute de Soledar permet aux forces russes, dirigées par des mercenaires du groupe Wagner, de flanquer davantage Bakhmout depuis la direction nord-est et d'affirmer le contrôle d'une partie de l'autoroute T0513 en direction de Siversk. Les forces russes étendent leur saillant au nord de Bakhomut, affirmant avoir capturé les villages de Krasnopolivka, Mykolaivka, Blahodatne et Sakko i Vantsetti le 6 février,,,,. Les défenses ukrainiennes le long de la périphérie nord de Bakhmout s'effondrent peu à peu, les unités se repliant de Krasna Hora le 11 février et de Paraskoviivka le 18 février, alors que le groupe Wagner avance de 2 à 3 kilomètres à l'ouest de Blahodatne, capturant la zone près de l'autoroute principale M-03 menant à Bakhmout. D'après le gouverneur de Donetsk Pavlo Kyrylenko, les Russes tentent un mouvement en tenaille de Bakhmout, enveloppant la ville sur plusieurs directions et établissant un contrôle à portée de tirs sur la plupart des voies d'approvisionnement ukrainiennes,.
Le 22 février, des unités russes traversent l'autoroute M-03 et commencent leurs attaques sur Yahidne et Berkhivka, au nord-ouest de Bakhmout, les Ukrainiens affirmant avoir repoussé les assauts à la suite de violents combats. Le groupe Wagner revendique avoir capturé les deux villages le 26 février, mais l'état-major ukrainien déclare que les assauts russes restent « infructueux » malgré de violents bombardements,. Des images géolocalisées du 4 mars montrent le 21e bataillon d'infanterie motorisé ukrainien ciblant les positions russes au sud du réservoir de Berkhivka, à l'approche de Kromove, à la périphérie ouest de Bakhmout,.

### Contre-attaque ukrainienne à Bakhmout et offensive russe à Louhansk (printemps - été 2023)

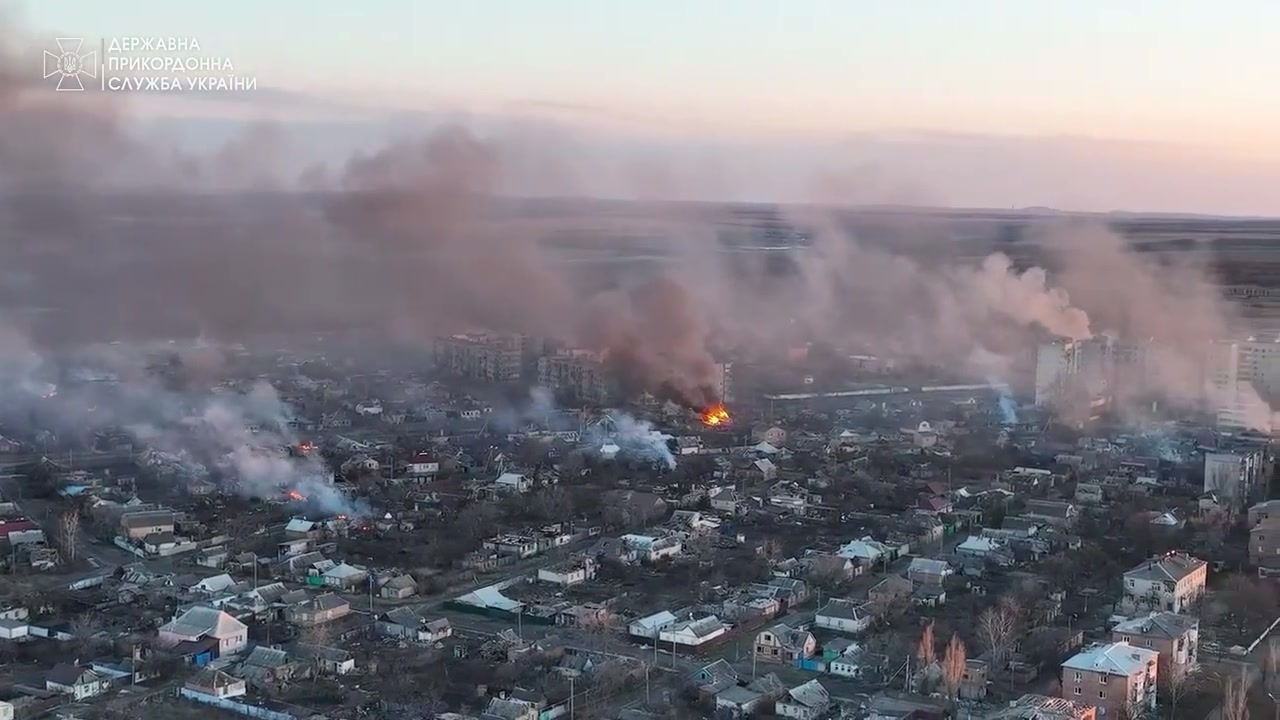
Vue aérienne de l'ouest de Bakhmout pendant la bataille au 5 avril 2023.

Les combats à l'intérieur de Bakhmout se poursuivent en avril et mai 2023, les forces russes contrôlant 95 % de la ville le 18 mai, après avoir regroupé les défenseurs ukrainiens au sud-ouest dans un quartier d'immeubles résidentiels que les Russes appellent le « nid », où l'Ukraine aurait concentré un grand nombre d'unités défensives,. Alors que les combattants du groupe Wagner progressent progressivement à l'intérieur de la ville, l'Ukraine lance des contre-attaques sur les flancs sud et nord-ouest de Bakhmout à partir du 10 mai environ, ce qui amène les unités russes à abandonner leurs positions près du réservoir de Berkhivka et au sud d'Ivanivske, à l'approche de Klichtchiïvka. La 3e brigade d'assaut ukrainienne aurait participé à la reconquête de 2 km de territoire, dans ce que le commandant ukrainien Oleksandr Syrskyi appelle « la première opération offensive réussie dans la défense de la ville »,,,.
Malgré les contre-attaques ukrainiennes menaçant leurs flancs, le groupe Wagner continue d'avancer à l'intérieur de la ville et revendique sa capture totale le 20 mai, ajoutant qu'un repli de la ligne de front est envisagé afin d'être remplacé par des troupes russes régulières après l'achèvement des opérations de nettoyage des poches de résistances,. L'Ukraine nie cependant la chute de Bakhmout et affirme que ses forces sont en train d'« encercler » partiellement la ville grâce à leurs multiples gains « localisés » dans les environs,,. Le 21 mai, les forces de Wagner ont consolidé leur contrôle sur Bakhmout proprement dit et stoppé leur avance, les forces ukrainiennes opérant toujours dans les localités voisines à l'ouest et au sud de la ville. Selon l'ISW, les forces ukrainiennes se sont retirées de la ville elle-même mais maintiennent leurs contre-attaques en périphérie,,.
Début juin 2023, l’Ukraine lance une nouvelle contre-offensive sur les flancs de Bakhmout. Ces attaques se concentrent autour de zones telles qu'Andriïvka, Klichtchiïvka et Berkhivka, où ses forces réalisent des gains « marginaux ». Les champs de mines denses russes ralentissent la progression des unités ukrainiennes.
Alors que les forces russes se retrouvent en position défensive sur la quasi-totalité de la ligne de front à la suite du lancement de la contre-offensive ukrainienne de l'été 2023, la campagne de l'oblast de Louhansk est l'un des rares endroits où les Ukrainiens sont encore à l'attaque en juillet 2023,.

### Stabilisation du front et offensive d'Avdiïvka (automne 2023 - hiver 2024)
Début octobre 2023, les forces russes lancent une offensive localisée pour encercler la ville fortifiée d'Avdiïvka. Au même moment, plusieurs autres unités attaquent Marïnka ainsi que Pisky. Les assauts durent plusieurs jours. Les forces russes subissent cependant de lourdes pertes et leurs premières attaques sont repoussées.
En octobre 2023, l'Ukraine mène une « défense active » sur l'axe de Bakhmout, tenant sa ligne tout en menant des opérations offensives pour améliorer les positions tactiques lorsque cela est possible. Selon l'ISW au 27 octobre, les forces russes ont mené avec succès des contre-attaques sur les flancs de Bakhmout, reprenant les positions au sud du réservoir de Berkhivka perdues quelques mois auparavant, tout en réalisant des gains marginaux à l'ouest de Kourdioumivka, situé à 13 km au sud-ouest de Bakhmout. À leur tour, les troupes ukrainiennes auraient repoussé les Russes de plusieurs positions à l'est de la ligne ferroviaire Bakhmout-Horlivka, dans la région d'Andriïvka (uk),.
Début novembre 2023, le rythme des assauts russes à Avdiïvka aurait diminué jusqu'à devenir une « offensive rampante » alors que les conditions météorologiques se détériorent et que les fortes pluies et la boue compliquent la reconnaissance et la logistique des deux armées,. À la fin du mois, selon les forces ukrainiennes, les pertes russes (tués et blessés mis hors combat) atteignent un record en s'établissant à plus de 900 par jour sur l'ensemble du front. Des pertes « largement provoquées par l'offensive russe sur Avdiïvka et que les renseignements britanniques considèrent comme plausible ». Le 11 décembre, un effort important est mené de la part des Russes pour encercler la ville, ce qui représente 40 % des affrontements actuels sur le front.
Sur le front Bakhmout-Soledar, les troupes russes auraient avancé de 1,5 à 3,5 km lors d'une tentative d'encerclement de Vessele (uk), bien que non vérifié de manière indépendante par l'Institut pour l'étude de la guerre.
Le 5 décembre 2023, le ministère de la défense britannique indique : « Au cours des dernières semaines, les forces russes ont réalisé des avancées insidieuses à travers les ruines de Marïnka. La Russie contrôle désormais probablement la majeure partie de la zone urbanisée. Cependant, les forces ukrainiennes contrôlent encore des poches de territoire à la lisière ouest de la ville. » Le 25 décembre, la Russie en revendique le contrôle complet,, affirmation aussitôt démentie par l'armée ukrainienne qui fait cependant machine arrière le lendemain par l'allocution du commandant en chef des forces ukrainiennes Valeri Zaloujny, confirmant le repli de ses forces en périphérie de la ville.

L'échec de l’offensive ukrainienne et la reprise des assauts russes en hiver conduisent finalement les forces russes à s’emparer de territoires ukrainiens supplémentaires en 2023.

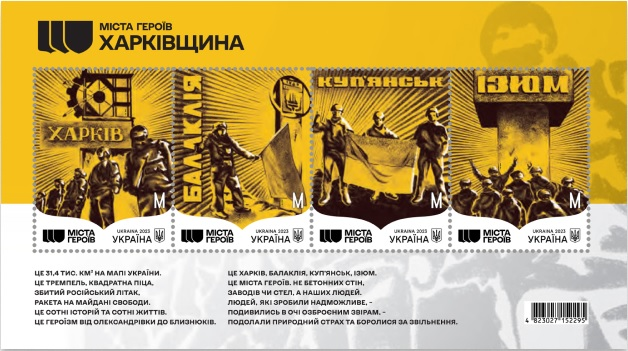
Edition d'un timbre Cité des Héros. Région de Kharkiv ; Les Villes des Héros. Kharkiv ; Les Villes des Héros. Balaklia ; Les Villes des Héros. Koupiansk ; Les Villes des Héros. Izioum.

L'offensive russe sur le front de Bakhmout se poursuit jusqu'en janvier 2024, progressant lentement vers l'ouest en direction de Tchassiv Iar, avec des affrontements à Bohdanivka et à proximité, ainsi que le long de l'axe Ivanivske-Andriïvka-Klichtchiïvka. Selon le général Oleksandr Syrskyi, les forces russes utilisent des drones kamikaze et des armes de guerre électronique aux côtés de groupes d'assaut soutenus par l'artillerie pour percer les défenses ukrainiennes dans les environs de Bakhmout. Le 20 janvier 2024, le porte-parole ukrainien, le colonel Oleksandr Shtupun, déclare que la Russie concentre ses opérations d'assaut dans l'oblast de Donetsk, principalement sur Avdiïvka et Novomykhaïlivka ; les assauts terrestres russes étant principalement composés d'infanterie, avec un soutien limité de véhicules blindés, tout en menant d'intenses tirs d'artillerie.
À la mi-février 2024, la ville d'Avdiïvka tombe aux mains des Russes au prix de lourdes pertes, les forces ukrainiennes devant se replier le 17 février afin d'éviter l'encerclement,. Selon le commandement ukrainien, les Russes commencent alors à masser une force de 40 000 hommes, 500 chars et 600 blindés en vue d'une nouvelle offensive d'ampleur vers Koupiansk.

### Offensive sur Pokrovsk (été 2024 - 2025)
À la suite de la prise d'Avdïïvka, les troupes russes continuent leurs offensives et capturent Ocheretyne le 28 Avril 2024, au nord ouest d'Advïïvka en suivant la voie ferrée. 
L'offensive va mener à une suite de captures de localités de différentes importances :
- Capture de Novohrodivka, le 27 Septembre 2024
- Krasnyi Yar, le 10 Octobre 2024
- Hrodivka, le 21 Octobre 2024
- Selydove, le 30 Octobre 2024
- Shevchenko, le 15 Décembre 2024.
- Velyka-Novosilka, le 23 Janvier 2025.

La ville de Pokrovsk est considérée comme un objectif stratégique, en raison de sa position centrale de hubs des voies férées et routières du centre-ouest du Donbass. Les Ukrainiens ont construit un nombre important de fortifications (tranchées, mines, dents de dragon) dans cette région. L'utilisation de drone y est intensif.